# Homeruspark
Het Homeruspark van 5,5 hectare ligt in de wijk Homeruskwartier van het stadsdeel Almere Poort in de Nederlandse plaats Almere. 
Het park valt samen met een langwerpige archeologische vindplaats uit de periode 8000-6500 jaar v. Chr. De vindplaats bestaat uit een reeks niet-opgegraven mesolitische kampementen op een overdekte dekzandrug die wordt bewaard en beschermd. De omtrek van de vindplaats wordt geaccentueerd met een trede. Daarbuiten ligt een bufferzone met bomen. Het ronde eiland met eikenbomen aan de noordwetszijde is ook deel van de vindplaats.
Het park bestaat uit drie delen. Het lege middengebied ligt op de plek van de archeologische vindplaats. Om het middengedeelte loopt een 1,3 kilometer lang pad, de omloop met bomen in de buffer van de vindplaats. Daarbuiten aan de zuidwestzijde van het park ligt een aantal tuintjes.
De contouren van het park worden gemarkeerd door bomen van oude inheemse boomsoorten die van 8000-6500 jaar v.Chr. op de locatie groeiden. De boomsoorten zijn gebaseerd op een pollenonderzoek en vertellen het verhaal van de landschapsontwikkeling van die tijd, van koud en droog naar warmer en natter, van berk (8000 v.Chr.) via den en hazelaar naar eik en elzen (6500 v.Chr.). In de omloop staan kloksgewijs op gelijke afstand bankjes en speelvoorzieningen. Een erfgoedmarker naar ontwerp van Iris Le Rütte vestigt de aandacht op het archeologische verhaal.
De basisscholen "De Ruimte" en de "De Odyssee" benutten het park voor hun schoolpleinen.

## Stichting Homerus
Het park is genoemd naar de  Griekse dichter Homerus. De stichting Homerus bevordert in het Homeruskwartier en Almere Poort de uitingen van kunst en cultuur. Zij doet dit door kleinschalige theater- en muziekuitvoeringen in de geplande  'tempel' van het park. Deze Nikè-tempel werd ontworpen door kunstenaar Kees de Kloet.
Beatrixpark ·
Beginbos ·
Bos der Onverzettelijken ·
Cascadepark ·
Den Uylpark ·
Ebenezer Howardpark ·
Hannie Schaftpark ·
Homeruspark ·
Stadslandgoed de Kemphaan ·
Kromslootpark ·
Lage Vaartoever ·
Laterna Magikapark ·
Leeghwaterplas ·
Lumièrepark ·
Meridiaanpark ·
Muzenpark ·
Noorderleede Oever ·
Oostelijke Groene Wig ·
Overgooische Zoom ·
Polderpark ·
Vroege Vogelbos ·
Westelijke Groene Wig